# Owando

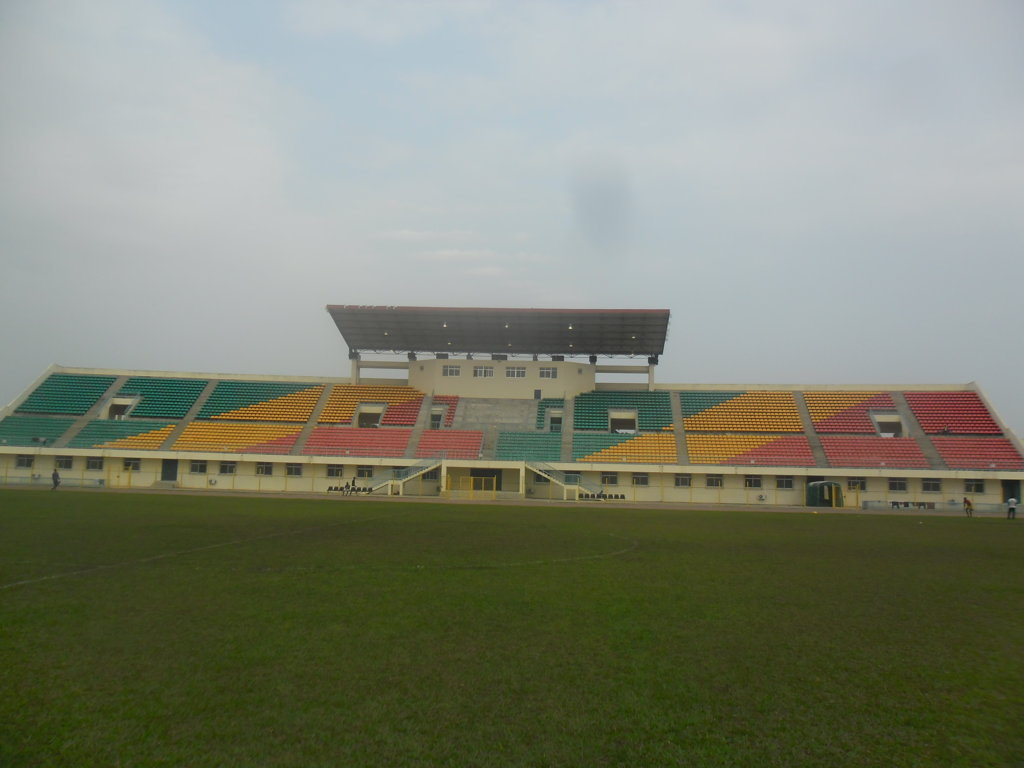
Het stadion van Owando

Owando, vroeger Fort-Rousset genoemd, is een stad in het centrale deel van Congo-Brazzaville en het bestuurlijk centrum van het gelijknamige district Owando en de provincie Cuvette. Met 16.021 inwoners (1984) is het de vijfde stad van het land. In 1996 werd het aantal inwoners op ongeveer 19.000 geschat en in 2000 werd het aantal inwoners in 2005 op ongeveer 22.000 geprojecteerd. De bevolking bestaat voor 95% uit Kouyou.
De stad ligt aan de rivier de Kouyou en heeft een markt en een eigen luchthaven, van waaruit echter geen lijnvluchten worden uitgevoerd. Ook bevindt zich er een rooms-katholiek bisdom.
Tot 1977 heette de stad Fort-Rousset. In 2007 maakte de stad een grote modernisatiegolf door.

## Geboren
- Joachim Yhomby-Opango (1939-2020), president en premier van Republiek Congo